# David DeCoteau
David DeCoteau (Portland, 5 gennaio 1962) è un regista e produttore cinematografico statunitense.

## Biografia
Lavora professionalmente nel mondo del cinema da quando aveva 18 anni. Ha iniziato grazie a Roger Corman che lo assunse nel 1980 come assistente di produzione alla New World Pictures. Nel 1986 dirige e produce il suo primo lungometraggio per Charles Band. È il fondatore della casa di produzione cinematografica Rapid Heart Pictures, che tra i film realizzati sono da includere A Talking Cat!?! e la serie 1313.
Ha prodotto e diretto oltre novanta film in venticinque anni di attività. Risiede nella Columbia Britannica e a Los Angeles.

## Filmografia

### Regista

#### Cinema
- Good Men Go Bad (1984)
- Totally Awesome (1985)
- Vortice sessuale (Working Girls) (1985)
- Show and Tell... (1985)
- New Wave Hustlers (1985)
- Never Big Enough (1985)
- Making It Huge (1985)
- Fleshtones (1985)
- Boys Just Wanna Have Sex (1985)
- Bodies by Jackie (1985)
- A Portrait of Desire (1985)
- Dreamaniac - Sogno maniacale (Dreamaniac) (1986)
- Revenge of the Babes (1986)
- Man Heat (1986)
- Male-O-Gram (1986)
- Boys Camp Memories (1986)
- Jacqueline (1987)
- Creepozoids (1987)
- Little Miss Innocence (1987)
- Tragica notte al bowling (Sorority Babes in the Slimeball Bowl-O-Rama) (1988)
- Lady Avenger (1988)
- Nightmare Sisters (1988)
- American Rampage (1989)
- Dr. Alien - Dallo spazio per amore (Dr. Alien) (1989)
- Omicidi in videotape (Deadly Embrace) (1989)
- Murder Weapon (1989)
- Men of Action 2 (1989)
- La ragazza che voglio (The Girl I Want) (1990)
- Puppet Master III: Toulon's Revenge - conosciuto anche col titolo Puppet Master 3 - Giochi infernali (1991)
- Incontri ravvicinati del quarto tipo (Beach Babes from Beyond) (1993)
- Naked Instinct (1993)
- Cacciatori di vergini (Test Tube Teens from the Year 2000) (1994)
- Prehysteria! 3 (1995)
- Blonde Heaven (1995)
- Beach Babes 2: Cave Girl Island (1996)
- Petticoat Planet (1996)
- Prey of the Jaguar (1996)
- Bikini Goddesses (1996)
- Leather Jacket Love Story (1997)
- The Journey: Absolution (1997)
- Lurid Tales: The Castle Queen (1997)
- Shrieker (1998)
- Curse of the Puppet Master (1998)
- Talisman (1998)
- Frankenstein Reborn! (1998)
- The Killer Eye (1999)
- Witchouse (1999)
- Ancient Evil: Scream of the Mummy (1999)
- Totem (1999)
- Retro Puppet Master (1999)
- Voodoo Academy (2000)
- The Game (Prison of the Dead) (2000)
- Stirpe di sangue (The Brotherhood) (2001)
- Final Stab (2001)
- L'undicesimo comandamento (The Brotherhood 2: Young Warlocks) (2001)
- Microscopic Boy - non accreditato (2001)
- The Frightening - Passaggio per l'inferno (The Frightening) (2002)
- Wolves of Wall Street (2002)
- Brotherhood III - Giovani demoni (The Brotherhood III: Young Demons) (2003)
- H20 - Bagno di sangue (Leeches!) (2003)
- Speed Demon (2003)
- Tomb of Terror (2004)
- Giovani vampire (The Sisterhood) (2004)
- Possessed (2005)
- The Brotherhood - Patto di sangue (The Brotherhood IV: The Complex) (2005)
- Il potere del male (Witches of the Caribbean) (2005)
- Frankenstein & the Werewolf Reborn! (2005)
- House of Usher (2008)
- Playing with Fire (2008)
- The Brotherhood V: Alumni (2009)
- The Brotherhood VI: Initiation (2009)
- Alien Presence (2009)
- Stem Cell (2009)
- The Pit and the Pendulum (2009)
- Nightfall (2009)
- The Invisible Chronicles (2009)
- Puppet Master: Axis of Evil (2010)
- 1313: Nightmare Mansion (2011)
- 1313: Wicked Stepbrother (2011)
- 1313: Actor Slash Model (2011)
- 1313: Boy Crazies (2011)
- 1313: Giant Killer Bees! (2011)
- 1313: Haunted Frat (2011)
- 1313: Bigfoot Island (2012)
- 1313: Cougar Cult (2012)
- Snow White: A Deadly Summer (2012)
- 1313: Bermuda Triangle (2012)
- 1313: Billy the Kid (2012)
- 1313: Hercules Unbound! (2012)
- 1313: Night of the Widow (2012)
- 1313: Frankenqueen (2012)
- 2: Voodoo Academy (2012)
- Immortal Kiss: Queen of the Night (2012)
- Santa's Summer House (2012)
- 1313: UFO Invasion (2012)
- Hansel & Gretel: Warriors of Witchcraft (2013)
- A Talking Cat!?! (2013)
- An Easter Bunny Puppy (2013)
- Badass Showdown (2013)
- The Dead Reborn (2013)
- A Talking Pony!?! (2013)
- My Stepbrother Is a Vampire!?! (2013)
- Bonnie & Clyde: Justified (2013)
- 3 Wicked Witches (2014)
- 666: Kreepy Kerry (2014)
- 666: Devilish Charm (2014)
- Stranded (2014)
- Knock 'em Dead (2014)
- Bigfoot vs. D.B. Cooper (2014)
- 90210 Shark Attack (2014)
- 3 Scream Queens (2014)
- Evil Exhumed (2016)
- Sorority Slaughterhouse (2016)
- Asian Ghost Story (2016)
- Bloody Blacksmith (2016)
- Swamp Freak (2017)
- Se scappo mi sposo a Natale (Runaway Christmas Bride) (2017)
- Puppet Master: Blitzkrieg Massacre (2018)
- Bunker of Blood: Chapter 5: Psycho Sideshow: Demon Freaks (2018)
- Bunker of Blood: Chapter 6: Zombie Lust: Night Flesh (2018)
- Uno stalker dal passato (My Mother's Stalker) (2019)
- Honeymoon in Paradise (2023)

#### Televisione
- Skeletons – film TV (1997)
- Giovani, alieni e vendicatori (Alien Arsenal) – film TV (1999)
- Ring of Darkness - Il cerchio del diavolo (Ring of Darkness) – film TV (2004)
- Killer Bash - Vendetta di sangue (Killer Bash) – film TV (2005)
- Beastly Boyz – film TV (2006)
- Grizzly Rage – film TV (2007)
- The Raven – film TV (2007)
- Body Blow – film TV (2010)
- Christmas Spirit – film TV (2011)
- A Halloween Puppy – film TV (2012)
- Il terrore al piano di sopra (The Wrong Roommate) – film TV (2016)
- The Wrong Child – film TV (2016)
- 666: Teen Warlock – film TV (2016)
- Un marito per Natale (A Husband for Christmas) – film TV (2016)
- L'ossessione di Maddie (The Wrong Student) – film TV (2017)
- Deadly Lessons – film TV (2017)
- Un ammiratore pericoloso (The Wrong Crush) – film TV (2017)
- Delivering Christmas – cortometraggio TV (2017)
- Se scappo mi sposo a Natale (Runaway Christmas Bride) – film TV (2017)
- Il mio principe di Natale (A Royal Christmas Ball) – film TV (2017)
- My Christmas Grandpa – cortometraggio TV (2017)
- A Christmas Cruise – film TV (2017)
- L'incubo della porta accanto (The Wrong Man) – film TV (2017)
- Sotto stretta sorveglianza (Witness Protection) – film TV (2017)
- The Wrong Cruise – film TV (2018)
- Mai fidarsi di quel ragazzo (The Wrong Friend) – film TV (2018)
- Uno studente quasi perfetto (The Wrong Teacher) – film TV (2018)
- Una matrigna pericolosa (The Wrong Stepmother) – film TV (2019)
- Mai fidarsi del mio vicino (The Wrong Boy Next Door) – film TV (2019)
- Mai fidarsi di mia madre (The Wrong Mommy) – film TV (2019)
- Mai fidarsi di Emily (The Wrong Tutor) – film TV (2019)
- Ossessionato da te (The Wrong Cheerleader) – film TV (2019)
- Carole's Christmas – film TV (2019)
- Due cuori sotto l'albero (Christmas Matchmakers) – film TV (2019)
- Mai fidarsi di una bionda (The Wrong Housesitter) – film TV (2020)
- Eterna ossessione (The Wrong Wedding Planner) – film TV (2020)
- Un estraneo tra noi (The Wrong Stepfather) – film TV (2020)
- The Wrong Cheerleader Coach – film TV (2020)
- Christmas Together – film TV (2020)
- A Christmas for Mary – film TV (2020)
- The Wrong Real Estate Agent – film TV (2021)
- The Wrong Fiancé – film TV (2021)
- L'incubo di Tracy (The Wrong Mr. Right) – film TV (2021)
- Il principe dell'inganno (The Wrong Prince Charming) – film TV (2021)
- The Wrong Valentine – film TV (2021)
- Inganni di famiglia (Deceived by My Mother-In-Law) – film TV (2021)
- Trappola di famiglia (Mommy's Deadly Con Artist) – film TV (2021)
- Keeping Up with the Joneses – miniserie TV, 7 episodi (2021-2022)
- The Wrong Cheer Captain – film TV (2021)
- The Wrong Blind Date – film TV (2022)
- Il passato di Danielle (The Wrong High School Sweetheart) – film TV (2022)
- Killer Design – film TV (2022)
- If I Can't Have You – film TV (2023)
- As Luck Would Have It – serie TV, 3 episodi (2023)
- A Christmas Intern – film TV (2023)
- The Wrong Life Coach – film TV (2024)
- Tall, Dark, and Dangerous – film TV (2024)
- Million Dollar Lethal Listing – film TV (2024)
- Questa è casa mia! (Fatal Fixer Upper) – film TV (2024)
- A Nanny to Die For – film TV (2024)
- Make or Bake Christmas – film TV (2024)
- The Wrong Obsession – film TV (2025)
- The Wrong Marriage – film TV (2025)

### Produttore
- Dreamaniac - Sogno maniacale (Dreamaniac) (1986)
- Creepozoids (1987)
- Little Miss Innocence (1987)
- Tragica notte al bowling (Sorority Babes in the Slimeball Bowl-O-Rama) (1988)
- Assault of the Killer Bimbos (1988)
- Lady Avenger (1988)
- Nightmare Sisters (1988)
- Dr. Alien (1989)
- Omicidi in videotape (Deadly Embrace) (1989)
- Ghetto Blaster (1989)
- Distruzione totale (Crash and Burn)
- The Ghost Writer – film TV (1990)
- Puppet Master II (1990)
- Steel and Lace (1991)
- Puppet Master 3 - Giochi infernali (Puppet Master III: Toulon's Revenge) (1991)
- Petticoat Planet (1996)
- Bikini Goddesses (1996) (co-produttore non accreditato)
- Ancient Evil: Scream of the Mummy (1999)
- Stirpe di sangue (The Brotherhood) (2001)
- Final Stab (2001)
- The Frightening (2002)
- Brotherhood III - Giovani demoni (The Brotherhood III: Young Demons) (2003)
- H20 - Bagno di sangue (Leeches!) (2003)
- Speed Demon (Speed Demon) (2003)
- Beastly Boyz – film TV (2006)
- The Raven – film TV (2007)
- House of Usher (2008)
- The Brotherhood VI: Initiation (2009)
- Body Blow – film TV (2010)
- 1313: Giant Killer Bees! (2010)
- 1313: Nightmare Mansion (2011)
- 1313: Wicked Stepbrother (2011)
- 1313: Actor Slash Model (2011)
- 1313: Boy Crazies (2011)
- Christmas Spirit – film TV (2011)
- 1313: Haunted Frat (2011)
- 1313: Bigfoot Island (2012)
- 1313: Cougar Cult (2012)
- Snow White: A Deadly Summer (2012)
- 1313: Bermuda Triangle (2012)
- 1313: Billy the Kid (2012)
- 1313: Hercules Unbound! (2012)
- 1313: Night of the Widow (2012)
- 1313: Frankenqueen (2012)
- 2: Voodoo Academy (2012)
- A Halloween Puppy – film TV (2012)
- Immortal Kiss: Queen of the Night (2012)
- 1313: UFO Invasion (2012)
- A Talking Cat!?! (2013)
- An Easter Bunny Puppy (2013)
- Badass Showdown (2013)
- A Talking Pony!?! (2013)
- My Stepbrother Is a Vampire!?! (2013)
- Bonnie & Clyde: Justified (2013)
- 3 Wicked Witches (2014)
- 666: Kreepy Kerry (2014)
- 666: Devilish Charm (2014)
- Stranded (2014)
- Knock 'em Dead (2014)
- 90210 Shark Attack (2014)
- 3 Scream Queens (2014)
- Il terrore al piano di sopra (The Wrong Roommate) – film TV (2016)
- The Wrong Child – film TV (2016)
- Sorority Slaughterhouse (2016)
- 666: Teen Warlock – film TV (2016)
- A Husband for Christmas – film TV (2016)
- Deadly Lessons – film TV (2017)
- Un ammiratore pericoloso (The Wrong Crush) – film TV (2017)
- The Ugly Christmas Sweater – cortometraggio (2017)
- Delivering Christmas – cortometraggio (2017)
- Se scappo mi sposo a Natale (Runaway Christmas Bride) (2017)
- My Christmas Grandpa – cortometraggio (2017)
- A Christmas Cruise – film TV (2017)
- L'incubo della porta accanto (The Wrong Man) – film TV (2017)
- Sotto stretta sorveglianza (Witness Protection) – film TV (2017)
- The Wrong Cruise – film TV (2018)
- Mai fidarsi di quel ragazzo (The Wrong Friend) – film TV (2018)
- The Wrong Teacher – film TV (2018)
- Uno stalker dal passato (My Mother's Stalker) (2018)
- The Wrong Stepmother – film TV (2019)
- The Wrong Tutor – film TV (2019)
- The Wrong Cheerleader – film TV (2019)

### Produttore esecutivo
- Assault of the Party Nerds (1989)
- Murder Weapon (1989)
- Robot Ninja (1989)
- Zombie Rampage (1989)
- Skinned Alive (1990)
- La ragazza che voglio (The Girl I Want) (1990)
- Linnea Quigley's Horror Workout (1990)
- Ghoul School (1990) (non accreditato)
- Zombie Cop (1991)
- Sorority Babes in the Dance-A-Thon of Death (1991)
- Shock Cinema Vol. 1 – documentario (1991)
- Shock Cinema Vol. 2 – documentario (1991)
- Shock Cinema Vol. 3 – documentario (1991)
- Shock Cinema Vol. 4 – documentario (1991)
- Beasties (1991) (non accreditato)
- Reanimator Academy (1992)
- Nightmare Asylum (1992)
- Humanoids from Atlantis (1992)
- Naked Instinct (1993)
- Not Again! (1996)
- Beach Babes 2: Cave Girl Island (1996)
- Bigfoot vs. D.B. Cooper (2014)
- Spidora – cortometraggio (2014)
- Evil Exhumed (2016)
- Asian Ghost Story (2016)
- Bloody Blacksmith (2016)
- L'ossessione di Maddie (The Wrong Student) – film TV (2017)
- Swamp Freak (2017)

### Direttore della fotografia
- Cousins (1983)
- Totally Awesome (1985)
- Show and Tell... (1985)
- Never Big Enough (1985)
- Fleshtones (1985)
- Body Blow – film TV (2010)
- 1313: Giant Killer Bees! (2010)
- 1313: Nightmare Mansion (2011)
- 1313: Wicked Stepbrother (2011)
- 1313: Actor Slash Model (2011)
- 1313: Boy Crazies (2011)
- Monty – cortometraggio (2011)
- 1313: Haunted Frat (2011)
- 1313: Bigfoot Island (2012)
- 1313: Cougar Cult (2012)
- Snow White: A Deadly Summer (2012)
- 1313: Bermuda Triangle (2012)
- 1313: Billy the Kid (2012)
- 1313: Hercules Unbound! (2012)
- 1313: Night of the Widow (2012)
- 1313: Frankenqueen (2012)
- 2: Voodoo Academy (2012)
- A Halloween Puppy – film TV (2012)
- Immortal Kiss: Queen of the Night (2012)
- Santa's Summer House (2012)
- 1313: UFO Invasion (2012)
- Hansel & Gretel: Warriors of Witchcraft (2013)
- A Talking Cat!?! (2013)
- An Easter Bunny Puppy (2013)
- Badass Showdown (2013)
- A Talking Pony!?! (2013)
- My Stepbrother Is a Vampire!?! (2013)
- Bonnie & Clyde: Justified (2013)
- 3 Wicked Witches (2014)
- 666: Kreepy Kerry (2014)
- 666: Devilish Charm (2014)
- Stranded (2014)
- Knock 'em Dead (2014)
- Bigfoot vs. D.B. Cooper (2014)
- 90210 Shark Attack (2014)
- 3 Scream Queens (2014)
- Evil Exhumed (2016)
- Sorority Slaughterhouse (2016)
- Asian Ghost Story (2016)
- 666: Teen Warlock – film TV (2016)
- Bloody Blacksmith (2016)
- Deadly Lessons – film TV (2017)
- Swamp Freak (2017)
- Se scappo mi sposo a Natale (Runaway Christmas Bride) (2017)
- Sotto stretta sorveglianza (Witness Protection) – film TV (2017)
- Uno stalker dal passato (My Mother's Stalker) (2018)

### Sceneggiatore
- Making It Huge (1985)
- Never Big Enough (1985)
- Flesh 1995 (1985)
- Creepozoids (1987)
- American Rampage (1989)
- Chickboxer (1992)
- Leather Jacket Love Story (1997)
- Final Stab (2001)
- L'undicesimo comandamento (The Brotherhood 2: Young Warlocks) (2001)
- Brotherhood III - Giovani demoni (The Brotherhood III: Young Demons) (2003)
- H20 - Bagno di sangue (Leeches!) (2003)
- Speed Demon (Speed Demon) (2003)
- Killer Bash - Vendetta di sangue (Killer Bash) – film TV (2005)
- Beastly Boyz – film TV (2006)
- The Raven – film TV (2007)
- 1313: Wicked Stepbrother (2011)
- 1313: Actor Slash Model (2011)
- 1313: Bigfoot Island (2012)
- 1313: Cougar Cult (2012)
- 1313: Night of the Widow (2012)
- 1313: Frankenqueen (2012)
- 1313: Frankenqueen (2012)
- 2: Voodoo Academy (2012)
- Immortal Kiss: Queen of the Night (2012)
- 1313: UFO Invasion (2012)
- Bigfoot vs. D.B. Cooper (2014)
- 90210 Shark Attack (2014)
- Evil Exhumed (2016)
- Sorority Slaughterhouse (2016)
- Asian Ghost Story (2016)
- 666: Teen Warlock – film TV (2016)
- Bloody Blacksmith (2016)
- Swamp Freak (2017)

### Attore
- Games (1983) (non accreditato)
- Robot Ninja (1989)
- Zombie Cop (1991) (non accreditato)
- Incontri ravvicinati del quarto tipo (Beach Babes from Beyond) (1993) (non accreditato)
- H20 - Bagno di sangue (Leeches!) (2003) (non accreditato)
- Trophy Heads (2014)
- Bigfoot vs. D.B. Cooper (2014)
- The Disaster Artist (2017) (non accreditato)
- Puppet Master: Axis Termination (2017)
- Weedjies: Halloweed Night (2019)

## Riconoscimenti
- 2008 - GayVN Awards
  - Hall of Fame